# Calyptraea mamillaris
Calyptraea mamillaris is een slakkensoort uit de familie van de Calyptraeidae. De wetenschappelijke naam van de soort is voor het eerst geldig gepubliceerd in 1834 door Broderip.